# Calomyscus grandis
Calomyscus grandis é uma espécie de roedor da família Calomyscidae.
É endêmica do Irã, onde pode ser encontrada somente na Cordilheira Elbruz.